# Daniel Petrov
Daniel Petrov (ur. 7 lipca 1991) – francuski siatkarz, grający na pozycji rozgrywającego.

## Sukcesy klubowe
Mistrzostwo Francji:
- 2011
- 2016

Superpuchar Francji:
- 2016[2]

Puchar Francji:
- 2017[3]